# Рекшан, Владимир Ольгердович
Влади́мир Ольге́рдович Рекша́н (род. 5 июня 1950, Ленинград) — советский и российский рок-музыкант, писатель и журналист. Основатель и лидер рок-группы «Санкт-Петербург».

## Биография
Родился в Ленинграде, учился на историческом факультете Ленинградского государственного университета.
В детстве и юности занимался лёгкой атлетикой (прыжками в высоту) в группе Виктора Алексеева, был мастером спорта. В 2013 году выпустил книгу о своём тренере.
В 1969 году основал рок-группу «Санкт-Петербург», которая одной из первых в СССР начала исполнять песни на русском языке и в первой половине 1970-х годов была в числе лидеров местной рок-сцены. Впоследствии Рекшан неоднократно воссоздавал группу в различных составах, по его словам «„Санкт-Петербург“ до сих пор периодически играет, и для меня это форма вредности. Моя задача: если с нас все началось, то мы и должны закрыть всю эту историю». За весь период существования группа выпустила десяток номерных альбомов и видеоконцерт, посвящённый сорокалетию коллектива. В 2008 году Рекшан был удостоен премии журнала «Fuzz» как «легенда рока».
С 1980-х годов известен ещё и как прозаик, активно печатался в журнале «Нева». В 1984 году критик М. Коносов отмечал, что «проза Владимира Рекшана удобно размещается в потоке современной прозы молодых. И достоинства — достоверность в изображении молодёжной среды, свободной текучести отношений, максимализма суждений, и недостатки — излишняя дотошность в описании быта, необязательность молодёжного „трепа“ за счет психологизма, характерные для прозы молодых, у Рекшана налицо».
В 1988 году в «Неве» была опубликована «полудокументальная» повесть «Кайф». По словам критика А. Марченко, «„Кайф“ — не просто исповедь-воспоминание бывшей „звезды“ ленинградского „рок-бума“, но ещё и история молодёжного „бунта“, в авангарде которого шел наш доморощенный рок-н-ролл…». В 1990 году повесть вышла отдельным изданием — в расширенном виде и под изменённым названием «Кайф полный». Иллюстрации к книге выполнил бывший участник «Санкт-Петербурга» Сергей Лемехов. В 1992 году по произведению Рекшана Алексеем Бураго был поставлен спектакль «Кайф». В 2008 году «Кайф полный» вместе с продолжениями («Кайф вечный» и «Кайф плюс»), повествующими о событиях 1990—2000-х, был выпущен «Амфорой» в одном издании под названием «Самый кайф». За эту книгу Рекшан получил художественную премию «Петрополь».
Помимо вышеуказанных выпустил следующие книги: «Третий закон Ньютона» (1987), «Время тяжелой реки» (1992), «Ересь» (1995), «Четвертая мировая война» (1996), «Смерть в Париже» (1997), «Царские кости» (2000), «Занимательные страницы истории Санкт-Петербурга» (2003), «Родина любви» (2009), «Земля: Дорога до…» (2010) (мемуарно-путевая проза), «Ленинградское время, или Исчезающий город» (2015), а также собрание сочинений в четырёх томах («Буэнос-Айрес», «Ужас и страх», «Митьки рок-н-ролл», «Друг народа»).
Некоторое время входил в группу «петербургских фундаменталистов», в 2005 году с идеологом группы Александром Секацким и Налем Подольским выпустил коллективный сборник «Незримая Империя». Проводит совместные акции с Митьками.
Создал и курирует музей «Реалии русского рока», располагающийся на территории арт-центра «Пушкинская, 10».
Ведёт активную общественную жизнь, в частности выступал против строительства Охта-центра, является одним из учредителей и председателем комитета «Граждане Санкт-Петербурга», входит в совет директоров реабилитационного центра «Дом надежды на горе». В 2010 году коммунистами Владимиру Рекшану был вручён Орден Ленина «за активную гражданскую позицию и пропаганду отечественной рок-музыки».
Супруга — Людмила Рекшан.
В качестве литературного персонажа действует в романе-пасквиле «Инферно» Станислава Шуляка.